# Vaux (Vienne)
Vaux is een plaats en voormalige gemeente in het Franse departement Vienne (regio Nouvelle-Aquitaine) en telt 662 inwoners (2004). De plaats maakt deel uit van het arrondissement Montmorillon. Vaux is op 1 januari 2019 gefuseerd met de gemeenten Ceaux-en-Couhé, Châtillon, Couhé en Payré tot de gemeente Valence-en-Poitou.  

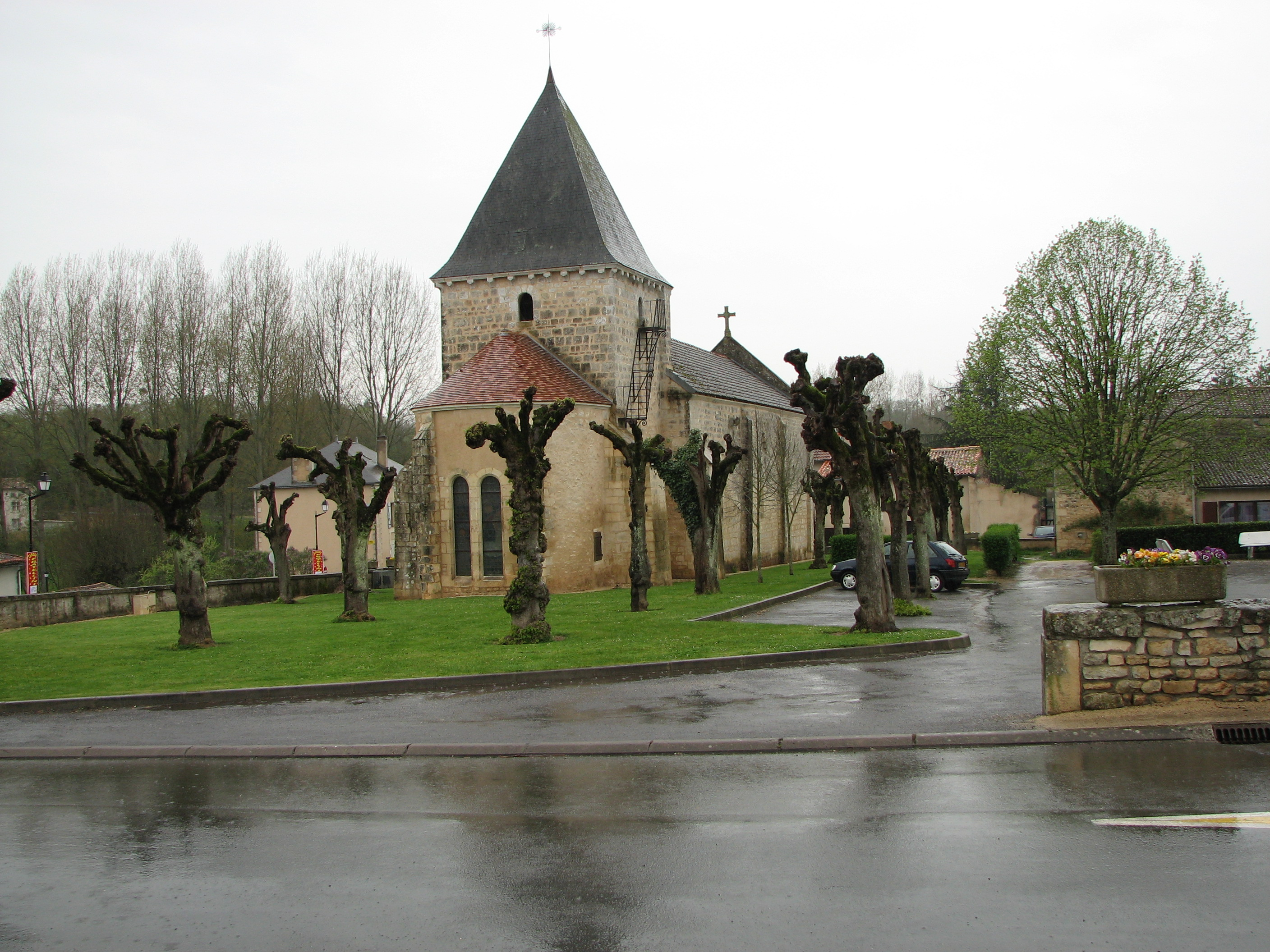
Kerk in Vaux
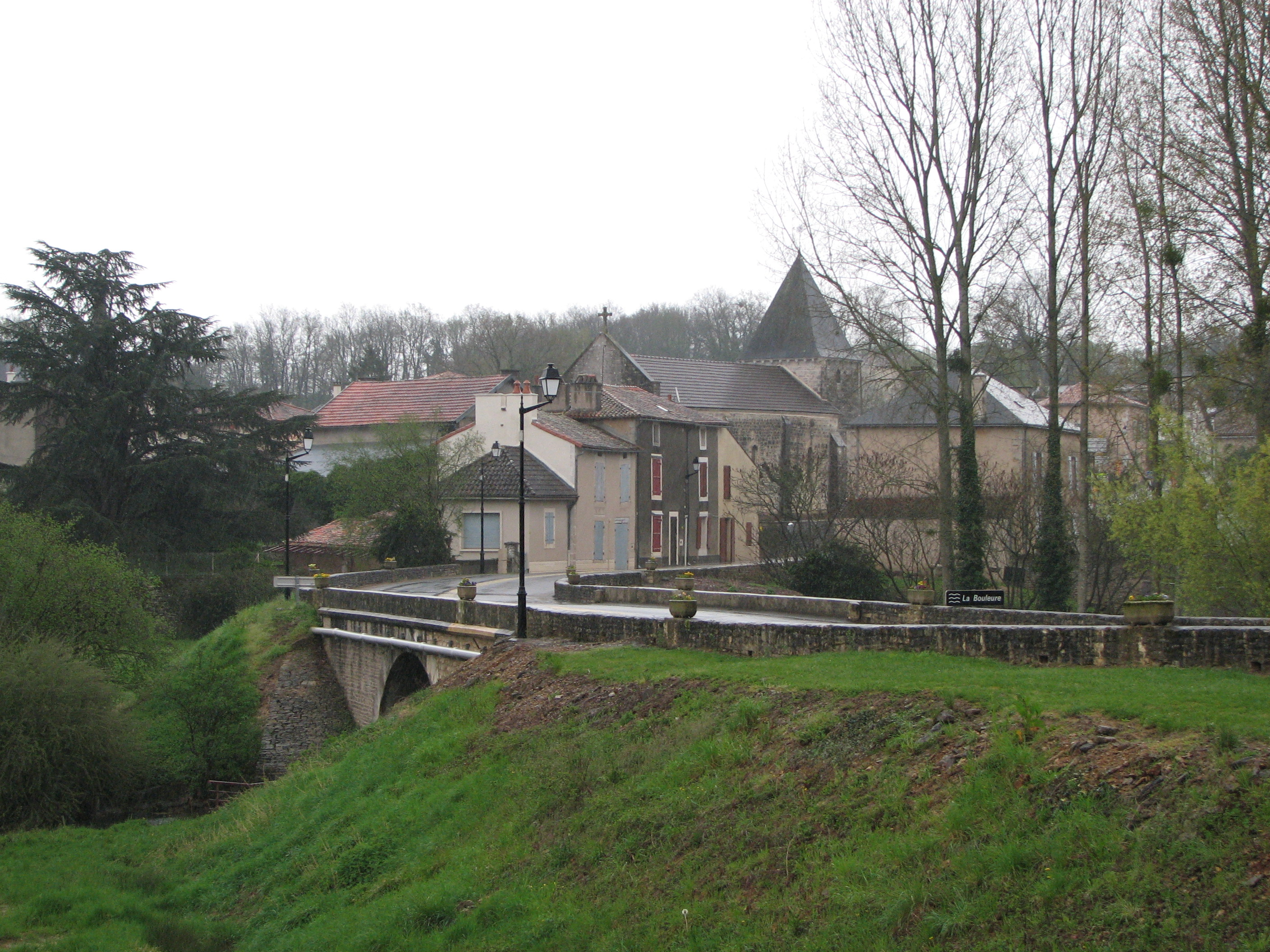
Vaux

## Geografie
De oppervlakte van Vaux bedraagt 25,7 km², de bevolkingsdichtheid is 25,8 inwoners per km².
De onderstaande kaart toont de ligging van Vaux (Vienne) met de belangrijkste infrastructuur en aangrenzende gemeenten.

## Demografie
Onderstaande figuur toont het verloop van het inwonertal (bron: INSEE-tellingen).